# Eduardo Masso
Eduardo Masso (Bell Ville, 11 gennaio 1964) è un ex tennista argentino naturalizzato belga.

## Biografia
È il padre di Luca Masso, vincitore della medaglia d'oro alle olimpiadi di Rio de Janeiro del 2016 nell'hockey su prato con la nazionale dell'Argentina, la cui madre è Sabrina Merckx, a sua volta figlia del ciclista Eddy.

## Carriera
In carriera ha raggiunto una finale nel singolare al Dutch Open nel 1990, e una nel doppio al Lorraine Open nel 1989, in coppia con João Cunha e Silva. Nei tornei del Grande Slam ha ottenuto il suo miglior risultato raggiungendo il secondo turno nel singolare all'Open di Francia nel 1988, agli Australian Open nel 1991 e a Wimbledon nel 1992, e nel doppio misto all'Open di Francia nel 1990.
Con la squadra belga di Coppa Davis ha disputato un totale di 14 partite, collezionando 6 vittorie e 8 sconfitte.

## Statistiche

### Singolare

#### Finali perse (1)
| Numero | Anno           | Torneo                | Superficie  | Avversario in finale | Punteggio          |
| 1.     | 29 luglio 1990 | Dutch Open, Hilversum | Terra rossa | Francisco Clavet     | 6-3, 4-6, 2-6, 0-6 |

### Doppio

#### Finali perse (1)
| Numero | Anno         | Torneo               | Superficie | Compagno           | Avversari in finale             | Punteggio     |
| 1.     | 5 marzo 1989 | Lorraine Open, Nancy | Cemento    | João Cunha e Silva | Udo Riglewski Tobias Svantesson | 4-6, 7-6, 6-7 |